# ロベルト・リーフリンク
ロベルト・リーフリンク（Robert Riefling, 1911年9月17日 - 1988年7月1日）は、ノルウェー出身のピアニスト。

## 経歴
ドイツからの移民の子としてクリスチャニアに生まれた。地元でニルス・ラルセンにピアノを師事し、1922年には地元のフィルハーモニー協会管弦楽団と共演。1925年に正式にデビューを果たした後、ドイツに留学し、カール・ライマー、ヴィルヘルム・ケンプ、エトヴィン・フィッシャーの各氏の薫陶を受けた。1936年にはコペンハーゲンで開催されたスカンジナヴィア音楽コンクールで優勝し、1938年にはイザイ・コンクールで六位入賞を果たした。
演奏活動の傍らで、1938年から教育活動も行うようになり、1941年には兄のライマー・リーフリンクと共にリーフリンク・ピアノ研究所を創設して1950年までそこで教えた。1950年からコペンハーゲンでピアノを教え、1967年から1973年までデンマーク王立音楽院のピアノ科教授を務めた。1973年からオスロに戻り、地元の音楽院の教授となった。1981年に引退。
オスロにて没。